# 가토 도모에
가토 도모에(일본어: 加藤 與惠, 1978년 5월 27일 ~ )는 일본의 은퇴한 여자 축구 선수이다.

## 국가대표팀 경력
그녀는 1997년 6월 8일 중국과의 경기에서 일본 국가대표팀에 데뷔했다. 2006년 아시안 게임 은메달 획득, 2008년 동아시아 축구 선수권 대회 우승. 3번의 FIFA 여자 월드컵, 2번의 하계 올림픽에도 출전했다. 2008년 하계 올림픽 4강에 기여. 그녀는 2008년까지 국제 A매치 114경기에 출전하여 8득점을 넣었다.

## 통계
| 일본 | 일본 | 일본 |
| 연도 | 출전 | 득점 |
| ---- | ---- | ---- |
| 1997 | 7    | 0    |
| 1998 | 9    | 0    |
| 1999 | 13   | 0    |
| 2000 | 1    | 0    |
| 2001 | 4    | 0    |
| 2002 | 9    | 0    |
| 2003 | 14   | 2    |
| 2004 | 11   | 0    |
| 2005 | 9    | 1    |
| 2006 | 16   | 2    |
| 2007 | 17   | 2    |
| 2008 | 4    | 1    |
| 통산 | 114  | 8    |